# إبراهيم فرح (ممثل)
إبراهيم فرح (1951 - 2020)، هو فنان ممثل مصري الشهير بـ«الشيخ عبد القادر»، ويعد إبراهيم فرح من الوجوه المميزة في الدراما المصرية، حيث تعلق به الجمهور بسبب أدائه في مجموعة كبيرة من الأعمال منها «الخواجة عبد القادر»، «شيخ عرب همام»، «كفر دلهاب»، «حلاوة الدنيا»، «واحة الغروب» و«الزبيق»، وقام بدور الشيخ عبد القادر في مسلسل «الخواجة عبد القادر» وأبدع في هذا الدور المحوري فساهم في نجاح المسلسل، واستطاع مجاراة عملاق التمثيل يحيى الفخراني في المشاهد التي جمعتهما معا.

## حياته
ولد بحي السيدة زينب لأب وأم من أسوان. أحب التمثيل منذ صغره وشارك بالمسرح المدرسي ثم التحق بالمعهد العالي للفنون المسرحية. ظروف عائلية أجبرته؛ لترك المعهد، والنزول للعمل، لكنه ظل محبًا للفن وللوسط الفني

## وفاته
توفي يوم الجمعة 17 يناير 2020، داخل غرفة للعناية المركزة بأحد المستشفيات الخاصة بالمهندسين، عن عمر يناهز 68 عاما.

## من أعماله
- قطار إلى المرج (فيلم) (2004).
- قبل الربيع (فيلم) (2013).
- شيخ جاكسون (فيلم) (2017).
- حرب كرموز (فيلم) (2018).
- عيش حياتك (فيلم) (2019)
- فلانتينو (مسلسل) (2020)
- ختم النمر (2020)
- الاب الروحي(مسلسل) جزء 1 و 2 (2017) (2018)

## روابط خارجية
- إبراهيم فرح (ممثل) على موقع قاعدة بيانات الأفلام العربية